# 北村隆 (ノルディック複合)
北村 隆（きたむら たかし、1977年5月15日 - ）は、新潟県妙高高原町出身のノルディック複合選手。2006年トリノオリンピックノルディック複合日本代表。

## 主な戦績
- 2006年トリノオリンピック（ イタリア）
  - 個人 43位、団体 6位（高橋大斗・畠山陽輔・小林範仁）
- 2005年オーベルストドルフ世界選手権（ ドイツ）
  - 個人スプリント28位
- ノルディック複合・ワールドカップ
  - 最高成績6位（2004年3月6日個人：フィンランド・ラハティ、2005年1月2日スプリント：ドイツ・ルーボルディング）
  - ワールドカップB通算4勝